# Anton Schneider-Postrum

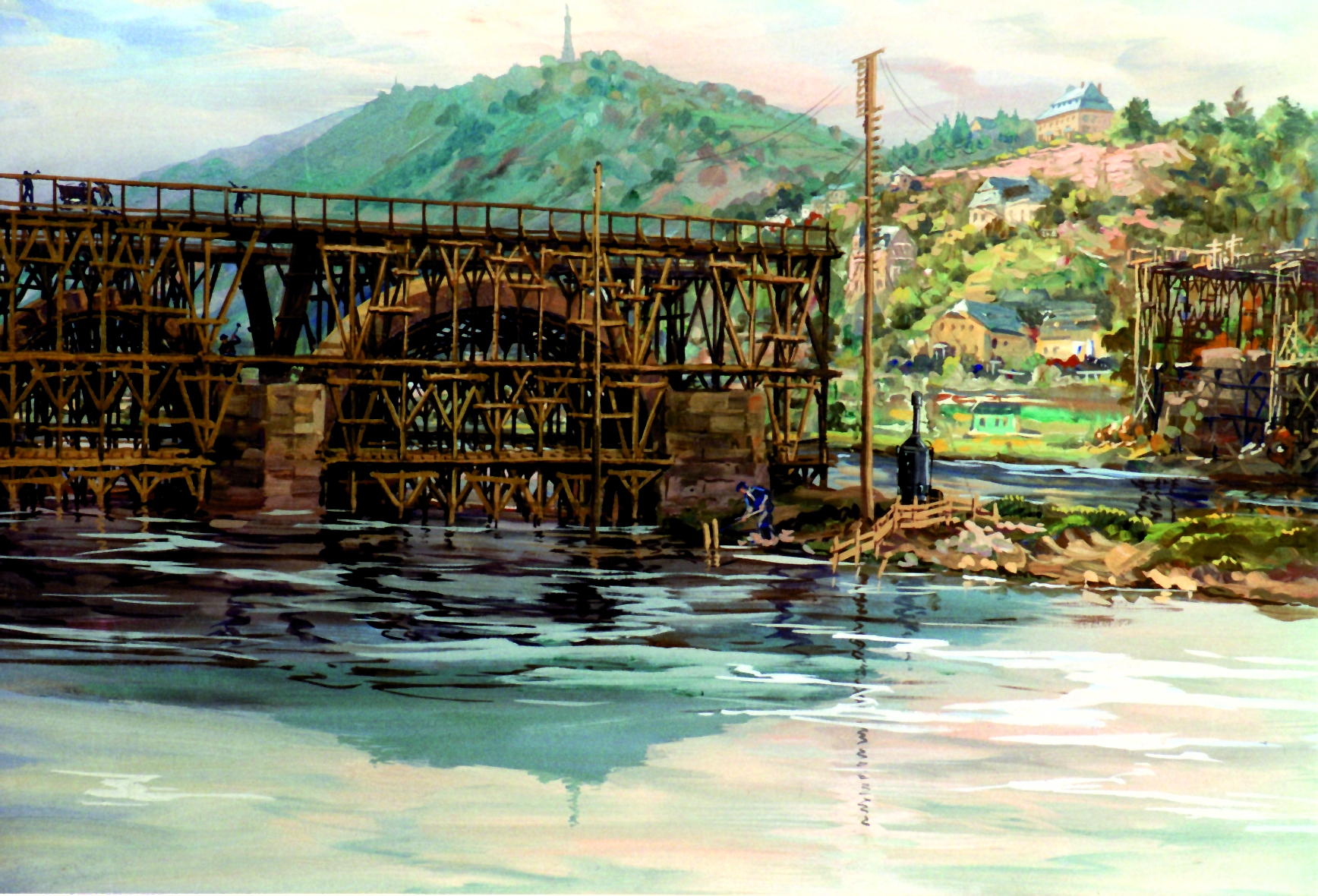
Schneider-Postrum: Bau der Kaiser-Wilhelm-Brücke in Trier, 1911, Tempera auf Papier, 59,5 × 80,5 cm, Stadtmuseum Simeonstift Trier

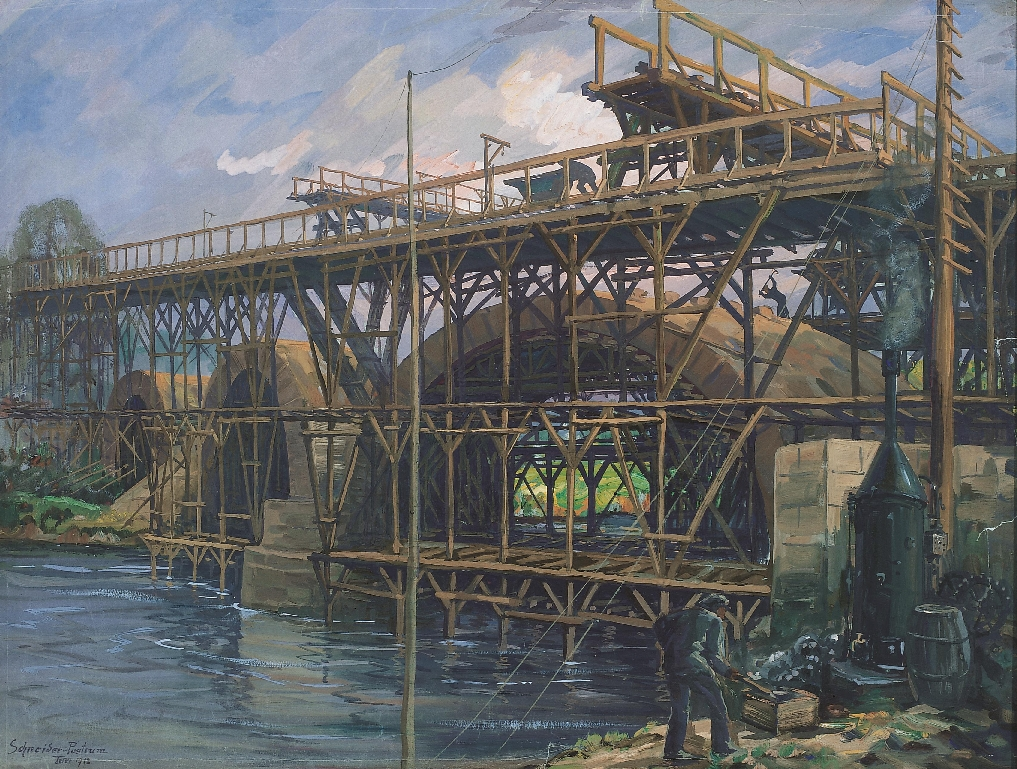
Schneider-Postrum: Bau der Kaiser-Wilhelm-Brücke in Trier, 1912, Tempera auf Papier, 59,5 × 80,5 cm, Stadtmuseum Simeonstift Trier

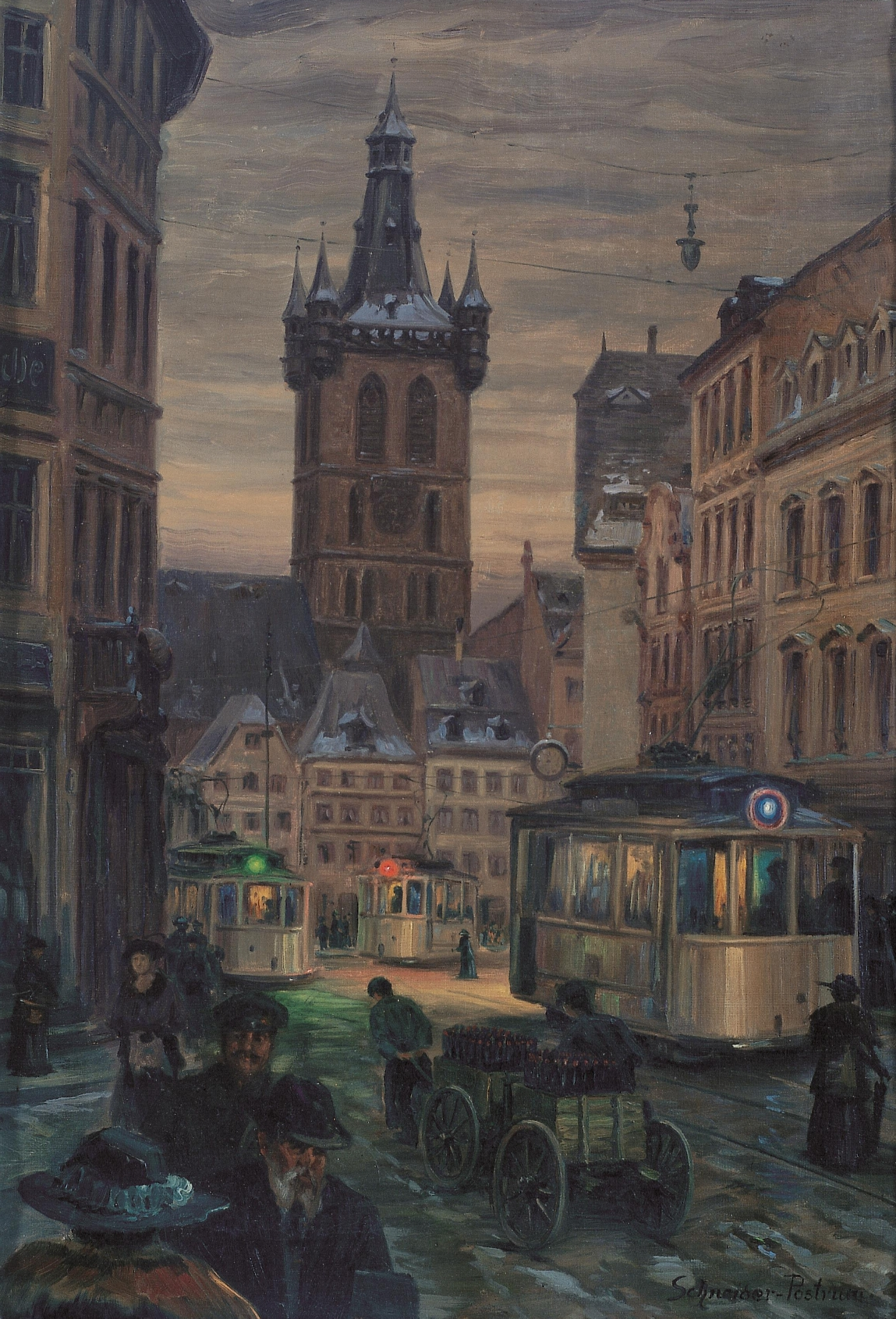
Schneider-Postrum: Trierer Hauptmarkt mit Straßenbahnen, um 1913, Öl auf Leinwand, 69,5 × 47,7 cm, Stadtmuseum Simeonstift Trier

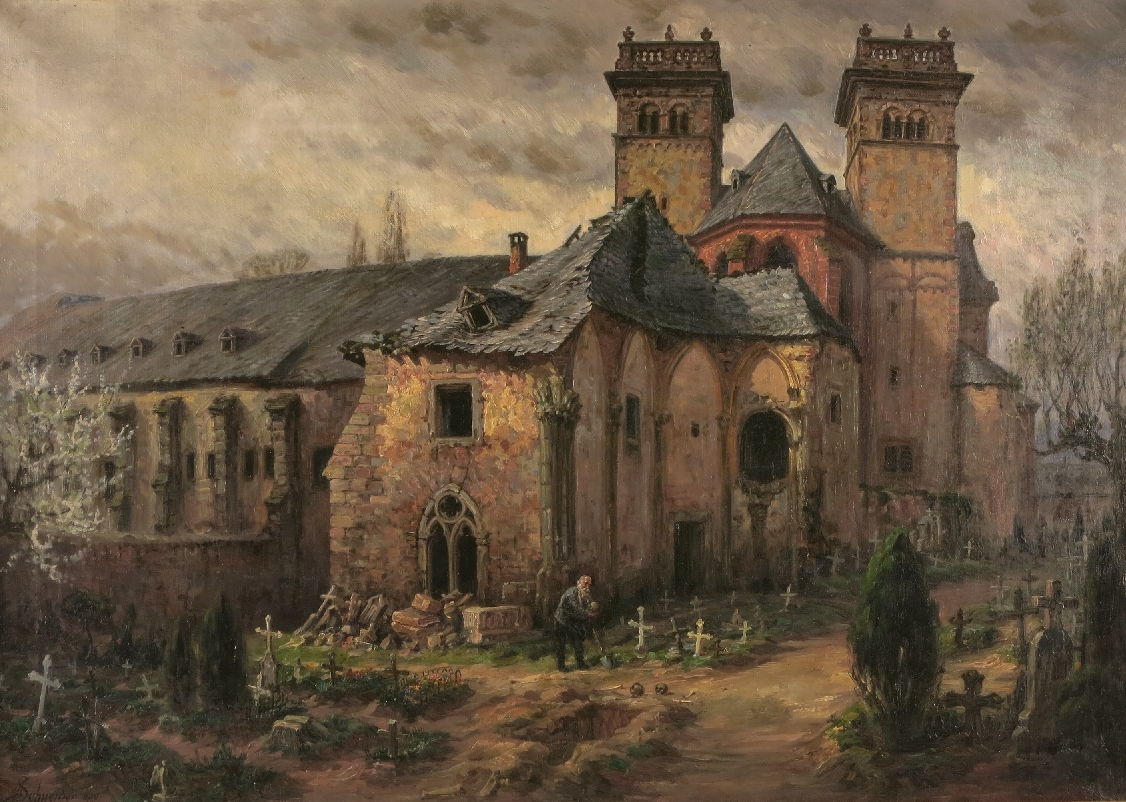
Schneider-Postrum: St. Matthiaskirche in Trier mit abgetragener Marienkapelle, 1910, Öl auf Leinwand, 60,8 × 85,6 cm, Museum Am Dom Trier

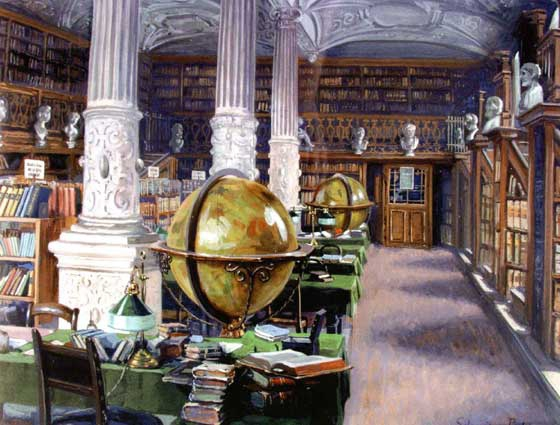
Schneider-Postrum: Lesesaal der Stadtbibliothek im Jesuitenkolleg Trier, 1917, Tempera auf Papier, 33 × 47 cm, Stadtbibliothek Trier

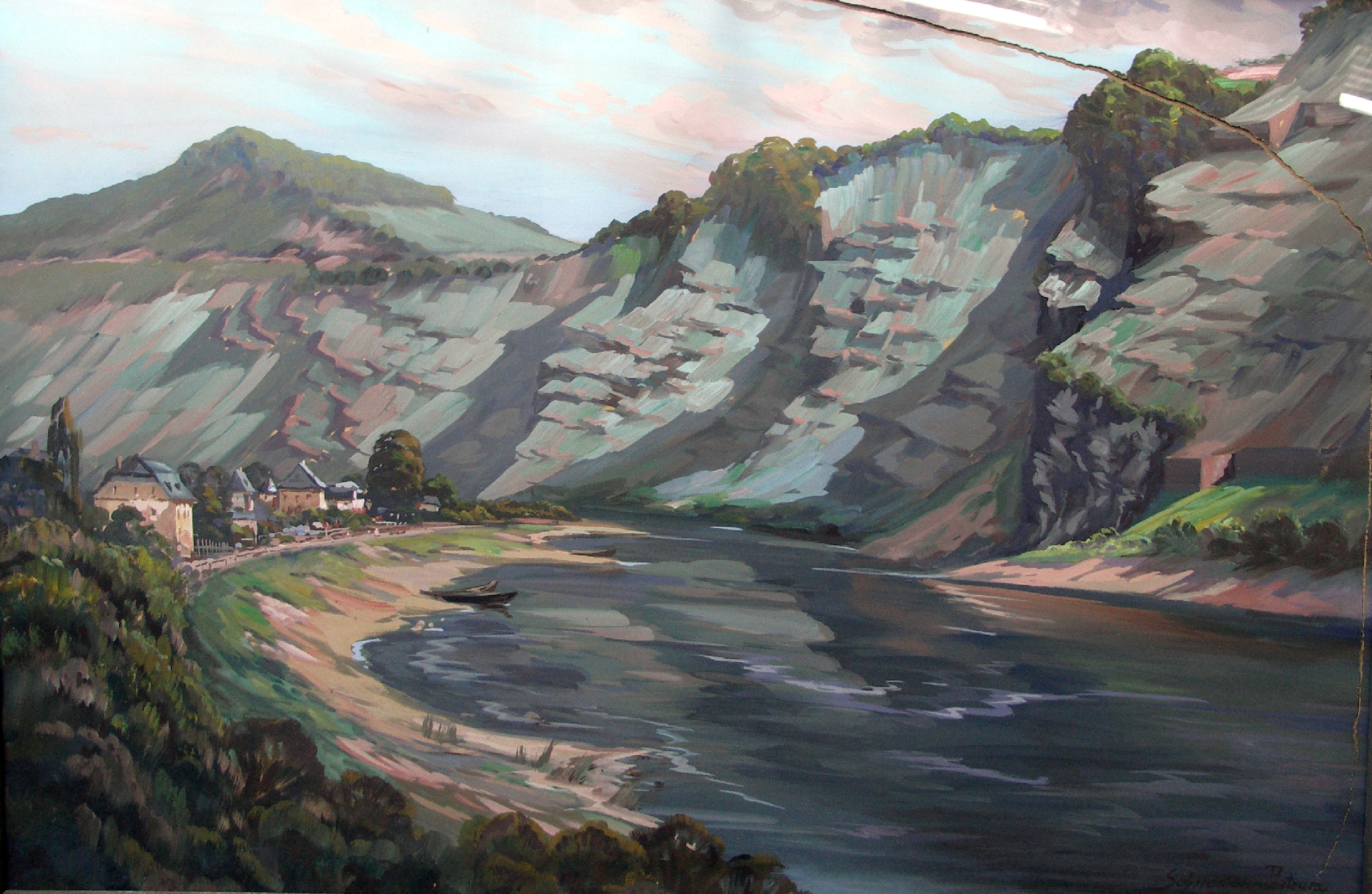
Schneider-Postrum: Morgensonnenschein im Wingert (Niederemmel), undatiert (vor 1930), Tempera auf Papier, 68 × 102 cm, Stadtmuseum Simeonstift Trier

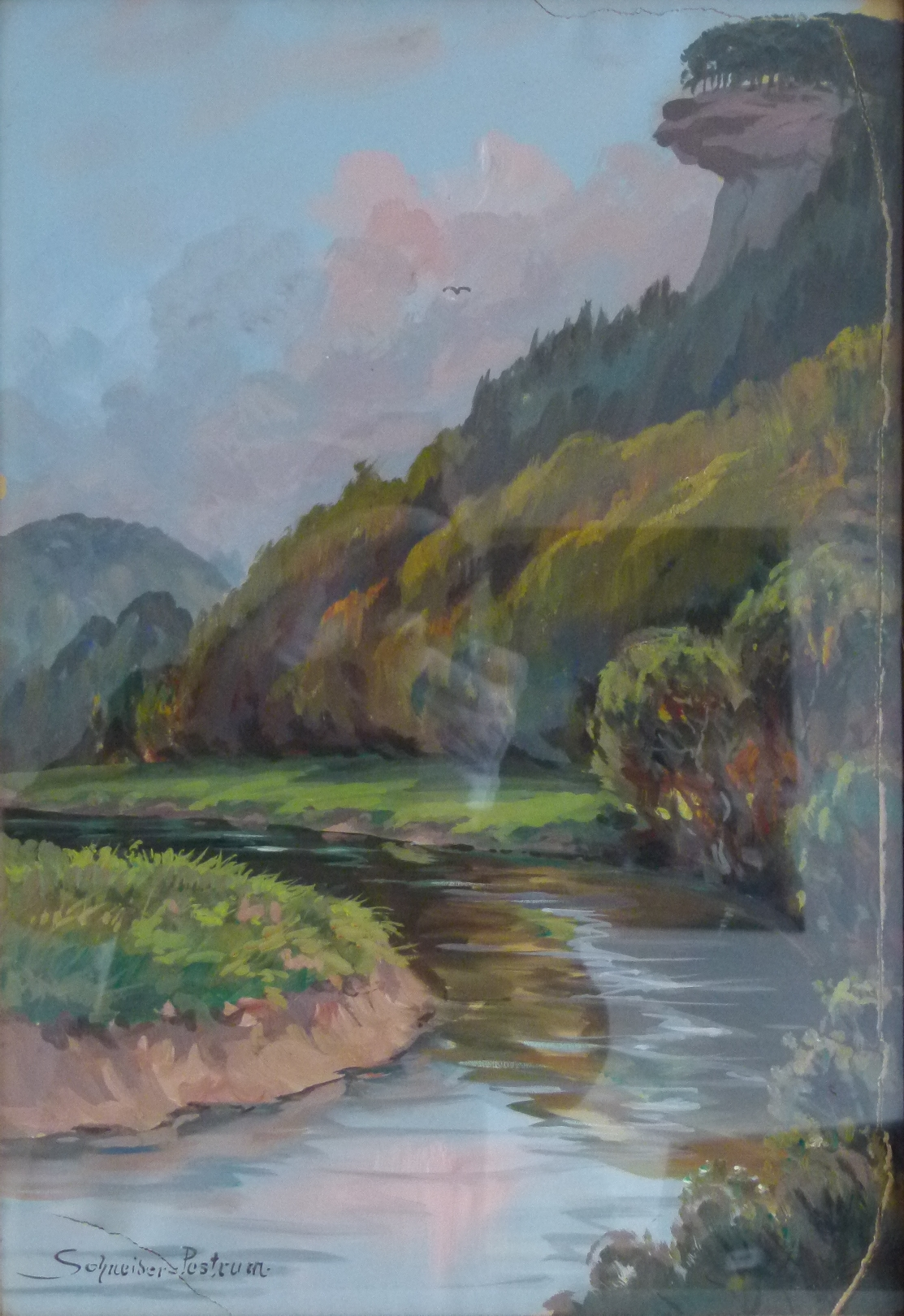
Schneider-Postrum: Felsen über dem Kylltal, 1913, Tempera auf Papier, 52,4 × 35,8 cm, Stadtmuseum Simeonstift Trier

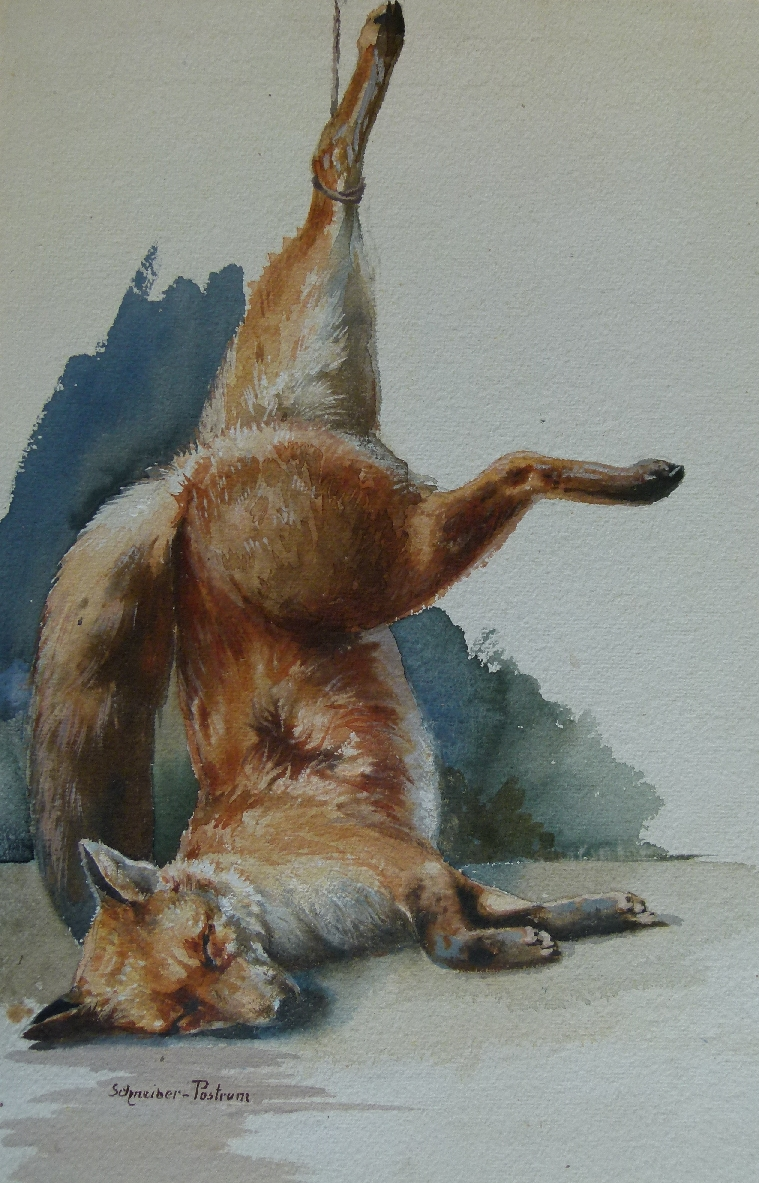
Schneider-Postrum: Erlegter Fuchs, undatiert, Aquarell auf Malkarton, 39 × 26 cm, Privatbesitz. Foto Stadtmuseum Simeonstift Trier

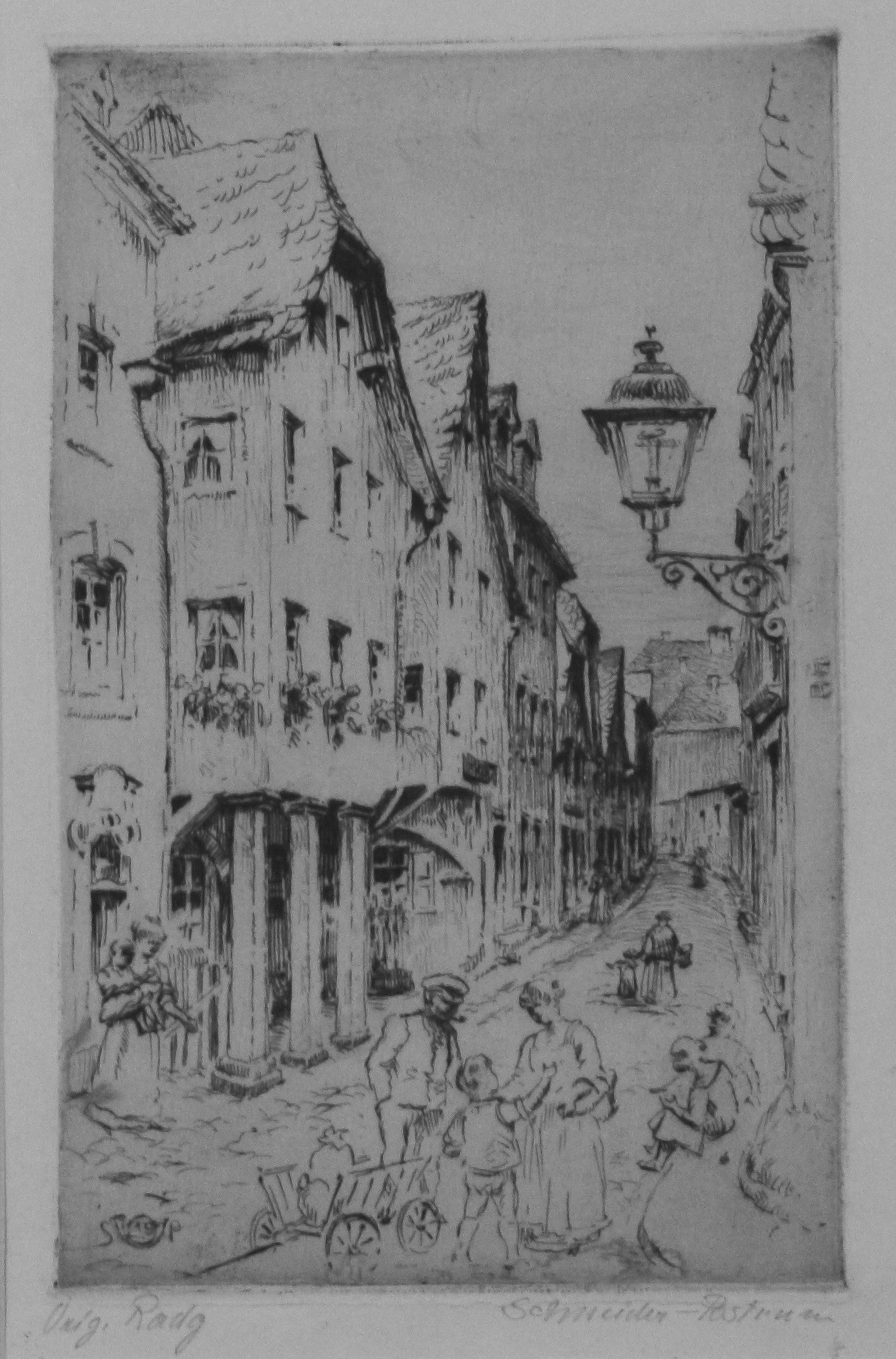
Schneider-Postrum: Das Haus zu den drei Steipen in der Trierer Krahnenstraße, 1919, Radierung, 35,2 × 27 cm, Stadtmuseum Simeonstift Trier

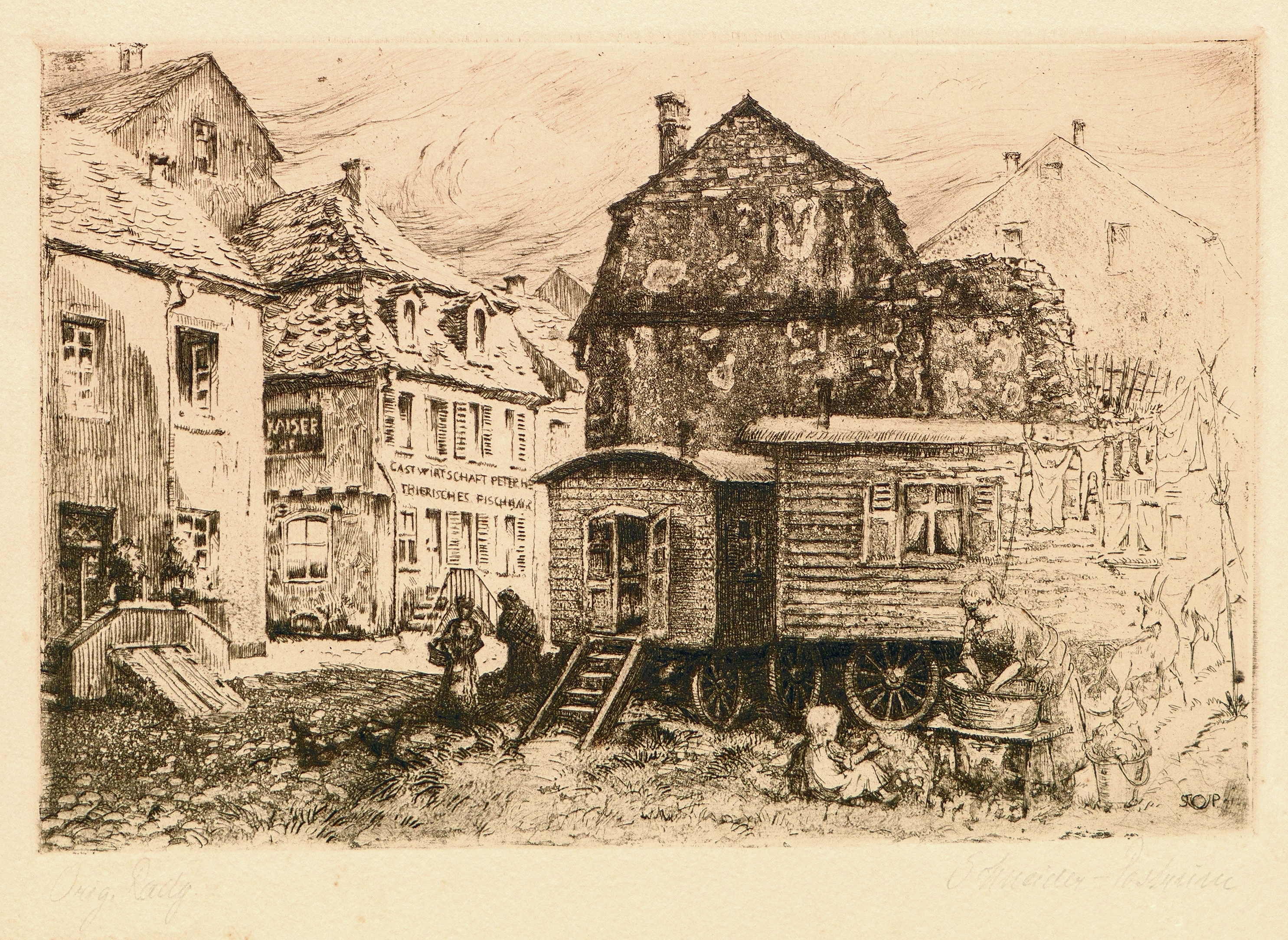
Schneider-Postrum: Trierisches Fischhaus am St.-Barbara-Ufer, 1919, Radierung, 25,7 cm x 14,5 cm

Anton Schneider-Postrum, eigentlich Anton Schneider (* 13. Juni 1869 in Postrum; † 24. Mai 1943 in Trier), war ein deutscher Kunsterzieher, Maler und Grafiker.

## Herkunft und Grundausbildung
Anton Schneider stammte aus der ehemals österreichischen Gemeinde Postrum/Nordböhmen (heute Postrelná, Republik Tschechien) und ergänzte später seinen Familiennamen um diesen Geburtsort. Als Sohn des Landwirts Anton Johann Schneider und seiner Ehefrau Marie geb. Teubner wuchs er in wirtschaftlich bescheidenen Verhältnissen auf. Nach dem Besuch der achtstufigen Bürgerschule erhielt er seine erste berufliche Ausbildung in einem Atelier für kunstgewerbliche Malerei und arbeitete anschließend als Porzellanmaler in Meißen. Zwischen 1891 und 1894 leistete er seinen Militärdienst in Österreich und wurde danach, spätestens 1896, in Berlin ansässig. Dort schloss er die kinderlos gebliebene Ehe mit Gertrud Piesnack und wechselte im Jahre 1904 von der österreichischen zur preußischen und damit zugleich zur deutschen Staatsangehörigkeit.

## Kunststudien in Berlin
In Berlin nutzte Schneider-Postrum die Chance zu einem Kunststudium. Ab 1896 absolvierte er, teils nebenberuflich, teils als Vollschüler oder Hospitant, die Handwerkerschulen I und II sowie die Königliche Kunstschule, die mit ihrer Seminar-Abteilung für die Ausbildung von Zeichenlehrern in die Königliche akademische Hochschule für die bildenden Künste (heute Universität der Künste Berlin) integriert war. Seine Lehrer waren u. a. Philipp Franck, Mitbegründer der Berliner Secession und führender Künstler im Kreis um die Berliner Impressionisten Max Liebermann, Lovis Corinth und Max Slevogt, sowie der Genremaler Albert Tschautsch. Nach bestandenem Abschlussexamen erhielt Schneider-Postrum 1904 die Befähigung, an allen Schultypen einschließlich der Lehrerbildungsanstalten Unterricht im Zeichnen zu erteilen. 1905 fügte er ein erfolgreiches Turnlehrerexamen hinzu.

## Zeichenlehrer in Trier
Auf seine Bewerbung hin wurde Schneider-Postrum 1906 zum Zeichenlehrer am Kaiser-Wilhelm-Gymnasium mit Realgymnasium (heute Max-Planck-Gymnasium) in Trier ernannt. 1914 wechselte er an das nun selbstständig weitergeführte Realgymnasium (Hindenburg-, heute Humboldt-Gymnasium Trier) und unterrichtete dort, 1925 zum Studienrat befördert, bis zu seiner Pensionierung im Jahre 1932. Seinen Lehrverpflichtungen, die nach den Schuljahresberichten alle Klassenstufen umfassten, kam Schneider-Postrum eifrig, wenn auch etwas pedantisch und unduldsam nach. In der Schulchronik aus dem Jahre 1922 wurde hervorgehoben, dass er sich als Künstler weit über den Rahmen der Anstalt hinaus einen guten Ruf erworben habe und auf den jüngsten Ausstellungen mit „meisterhaft gelungenen Gemälden“ vertreten gewesen sei.

## Freie Kunst
Schneider-Postrum war fast ausschließlich Landschafts- und Architekturmaler. Seine Öl- und Tempera-Gemälde lassen sich überwiegend dem deutschen Spätimpressionismus zuordnen, mit einer deutlichen Prägung durch die Kunst der Berliner Secession, deren langwierige Formung und erste Erfolge er während seiner Studienjahre in Berlin miterlebt hatte. Die dort entwickelte impressionistische Landschaftsmalerei und der Einfluss seines Lehrers Philipp Franck bestimmten Schneider-Postrums intensiv kolorierende Malweise, die mit einer Tendenz zu verfestigendem Realismus und gelegentlichen Rückgriffen auf die Spätromantik einherging. Unkonventionelle Lösungen bei Motivwahl und Bildausschnitt waren ihm wichtig. Einen großen Bekanntheitsgrad erlangte Schneider-Postrum durch seine Radierungen mit Trier-Ansichten. Seine Erfahrungen als Porzellanmaler und die Studien bei dem als Sagen- und Märchen-Illustrator hervorgetretenen Genremaler Tschautsch dürften dabei ebenso Pate gestanden haben wie die gute Absetzbarkeit dieser kleinformatigen Kunstwerke, unbeschadet konkurrierender Serien, etwa des Trierer Malers Fritz Quant.

## Gemälde (Auswahl)
Mit zwei stadtgeschichtlich wie künstlerisch bedeutsamen Ansichten hielt Schneider-Postrum 1911/12 den Bau der Trierer Kaiser-Wilhelm-Brücke fest: Zunächst die beiden riesigen Brückenbaugerüste mit einem Blickkorridor von der Wasserfläche im Vordergrund auf die Anhöhen links der Mosel, dann in kühner Nahsicht auf das Gewirr der Gerüststangen und Eisenträger einen Sog in die Tiefe der Brückenbaustelle. Singulär war auch sein Spannungsbogen zwischen zeitgenössischer Verkehrstechnik und mittelalterlicher Stadtkulisse, als er um 1913 den Trierer Hauptmarkt/Einmündung Simeonstraße im winterlichen Dämmerlicht mit den „strahlenden“ Straßenbahnen der Roten, Blauen und Grünen Linie darstellte. Schon 1910 hatte er ein höchst eigenwilliges Bild der Trierer St. Matthiaskirche mit den Resten der 1805/10 abgetragenen Marienkapelle an ihrer Ostseite geschaffen, Farben sprühend und zugleich in Ruinenschwärmerei befangen. Begeisterung über historische Architektur sprach auch aus seinem 1917 datierten Tempera-Gemälde des damaligen Stadtbibliothek-Lesesaales mit den beiden kostbaren Coronelli-Globen im Jesuitenkolleg Trier. Seine freieste Malweise erreichte Schneider-Postrum jedoch, wenn er Licht, Luft und Wasser in reinen Landschaftsansichten einfangen konnte, z. B. Morgensonnenschein im Wingert (Niederemmel), Felsen über dem Kylltal, Vereiste Mosel (Winter 1928/29) – Gemäldetitel, die um zahlreiche aus der Literatur zu erschließende Arbeiten zu ergänzen sind. Als begeisterter Jäger wandte er sich gelegentlich auch der Tiermalerei zu, wie eine undatierte Aquarellskizze „Erlegter Fuchs“ zeigt. In seinem Schüler, dem Jagd- und Tiermaler Wilhelm Buddenberg (1890–1967), den er 1911 zum Abitur geführt hatte, setzte sich die Hinwendung zu dieser Kunstsparte fort.

## Grafik (Auswahl)
Eine erste Serie der heute verschollenen Federzeichnungen Schneider-Postrums wurde um 1920 in dem viel beachteten Bildband „Alt-Trier“ veröffentlicht. Weit umfangreicher war jedoch seine spätromantisch angehauchte Radierfolge, mit der er Trierer Baudenkmäler, abgeschiedene Innenhöfe und Gassenwinkel mit pittoresken Genreszenen festhielt, u. a. den Domkreuzgang, die untere Krahnenstraße mit dem „Haus zu den drei Steipen“ oder die Zirkuswagen-Staffage vor der „Trierischen Fischgaststätte“ am St. Barbaraufer. Von einigen der originalen Radierplatten wurden 1985 Nachdrucke hergestellt.

## Ausstellungen
Nach der umfangreichen Eifel-Kunst-Ausstellung 1913, auf der Schneider-Postrum mehrere Landschaftsgemälde gezeigt hatte, eröffneten sich ihm erst wieder ab den 1920er Jahren neue Ausstellungsmöglichkeiten. Im Zusammenschluss mit seinen Trierer Malerkollegen, darunter dem ebenfalls im Berliner Secessionistenkreis ausgebildeten August Trümper, kam es zur Gründung der Künstlervereinigungen „Trierer Künstlergilde“ (1920), „Trierer Malergruppe“ (1921) und „Freie Vereinigung Trierer Künstler“ (1926). Sie organisierten trotz der Alltagsnöte der Trierer Nachkriegszeit mit ihren Besatzungsmachtkonflikten, der Inflation und dem Mangel an Wohnungen, Heizmaterial und Lebensmitteln erfolgreich Kunstausstellungen oder beteiligten sich an größeren Unternehmungen wie der „Gewerbeschau Trier 1925 anlässlich der Tausendjahrfeier der Rheinlande“. Schneider-Postrum beschickte regelmäßig diese Präsentationen und wurde 1930 auch Gründungsmitglied der noch heute aktiven Gesellschaft „Bildende Künstler und Kunstfreunde e.V. im Bezirk Trier, die ihm ebenfalls bis zur Weihnachtsausstellung 1932 als Forum diente.
Wenig später, am 1. Mai 1933, trat Schneider-Postrum in die NSDAP ein, wurde aber bei der Lizenzierung der Trierer Künstler, die im September desselben Jahres stattfand, übergangen und nicht in die Bezirksgruppe Trier der Reichskammer der bildenden Künste aufgenommen. Damit entfiel – von parteipolitisch opportunen Einzelfällen abgesehen – die Übernahme öffentlicher Aufträge und die Ausstellungsbefugnis. Malverbote wurden allerdings in der abseits gelegenen Trierer Kunstprovinz nicht verhängt, und auch Schneider Postrum arbeitete weiter. Ausweislich der NSDAP-Gaukarteikarte wurde seine Mitgliedschaft bereits nach zwei Jahren, im Juni 1935, vom Gau Koblenz-Trier wegen „unbekannten Aufenthalts“ beendet und abgerechnet, d. h., er hatte sich nicht mehr bei den zuständigen Parteistellen gemeldet und auch keinen Mitgliedsbeitrag gezahlt. Es erstaunt daher nicht, dass Schneider-Postrum ab dem Jahre 1933 bis zu seinem Tod im Jahre 1943 an keiner einzigen Kunstausstellung mehr beteiligt war, obwohl diese zahlreich und parteigelenkt von der Stadt Trier, dem „Kulturverband Gau Moselland“ und dem sog. Kunsthaus Luxemburg bis kurz vor Kriegsende ausgerichtet wurden. Auch postum wurde dem Künstler keine Einzelpräsentation gewidmet; in der Dauerausstellung des Stadtmuseums Simeonstift Trier werden jedoch einige Arbeiten des Malers gezeigt.

## Werkstandorte
Das Stadtmuseum Simeonstift Trier verfügt über ein umfangreiches Konvolut von Öl- und Tempera-Gemälden und Originalradierungen Schneider-Postrums. Weitere Arbeiten werden im Museum am Dom Trier und in der Stadtbibliothek Trier bewahrt. Der weitaus größte Teil seiner Gemälde und Grafik dürfte sich jedoch – soweit nicht kriegsbedingt oder anderweitig verloren – in Privatbesitz befinden.